# Алтенштајг
Алтенштајг (њем. Altensteig) град је у њемачкој савезној држави Баден-Виртемберг. Једно је од 25 општинских средишта округа Калв. Према процјени из 2010. у граду је живјело 11.104 становника. Посједује регионалну шифру (AGS) 8235006.

## Географија
Алтенштајг се налази у савезној држави Баден-Виртемберг у округу Калв. Град се налази на надморској висини од 504 метра. Површина општине износи 53,2 km².

## Становништво
У самом граду је, према процјени из 2010. године, живјело 11.104 становника. Просјечна густина становништва износи 209 становника/km².

## Међународна сарадња
| Мјесто        | Држава    | Врста сарадње | Од    |
| ------------- | --------- | ------------- | ----- |
| Бур Сен Морис | Француска | партнерство   | 1965. |
| Извор         |           |               |       |